# Ariane Matiakh

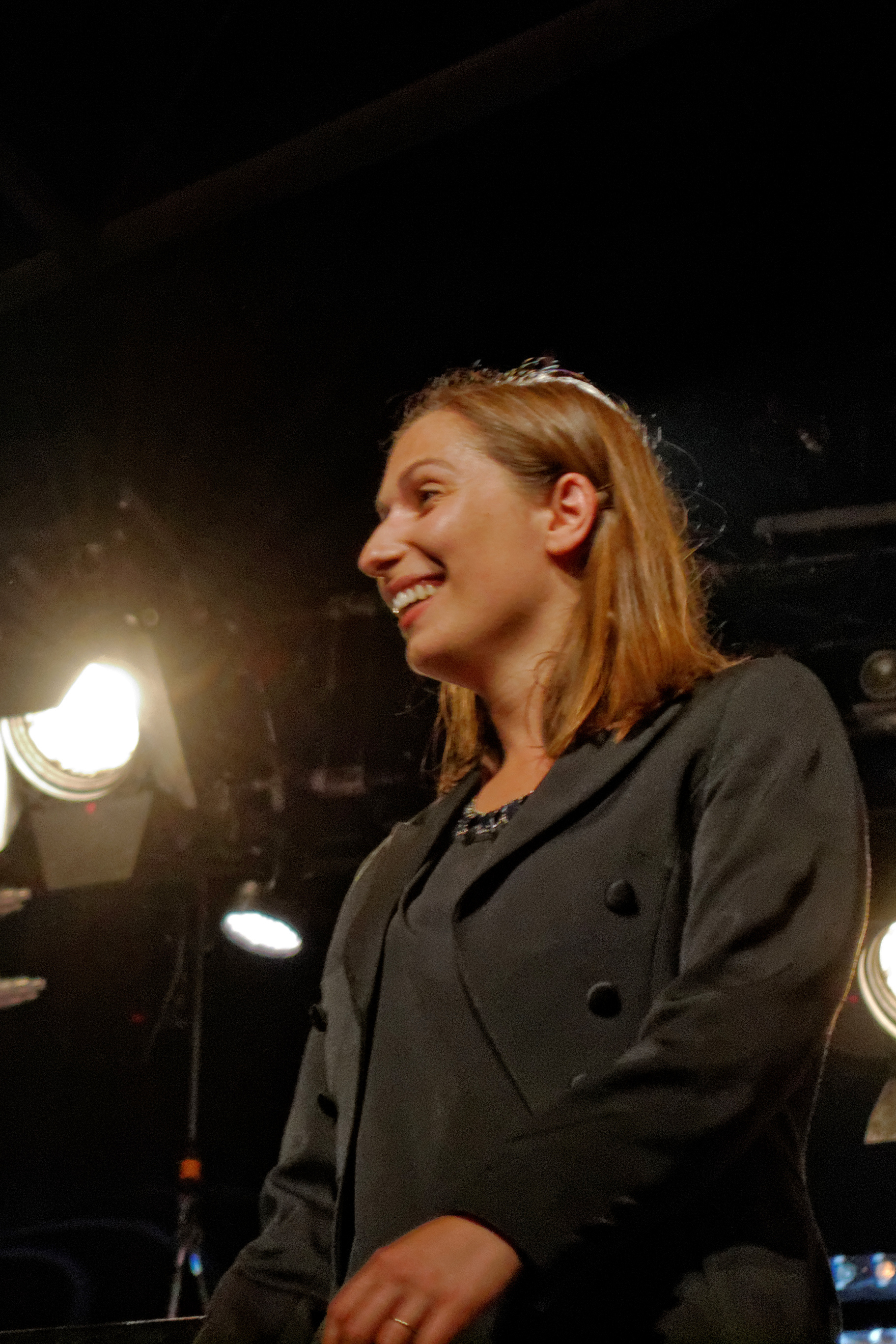
Ariane Matiakh, 2014

Ariane Matiakh (* 2. Januar 1980 in Paris) ist eine französische Dirigentin.

## Leben

### Ausbildung
Als Tochter der Opernsänger Béatrice Cramoix und Yvan Matiakh wuchs Ariane Matiakh in einem reichen musikalischen Umfeld auf und entwickelte schon in jungen Jahren eine besondere Begabung für das Klavier. Sie gewann Preise für Klavier, Kammermusik und Dirigieren am Conservatoire à rayonnement régional de Reims und für Klavierbegleitung am Conservatoire à rayonnement régional de Rueil-Malmaison.
Von 2002 bis 2005 studierte Ariane Matiakh Dirigieren an der Musikhochschule in Wien bei Leopold Hager, Yuji Yuasa, Erwin Ortner, Ervin Acél und in Meisterkursen bei Seiji Ozawa. In dieser Zeit war sie auch Mitglied des Arnold-Schönberg-Chores, u. a. unter der Leitung von Nikolaus Harnoncourt und Ádám Fischer.

### Karriere
2005 wurde Ariane Matiakh einstimmig zur Assistenzdirigentin am Orchester und an der Opéra National de Montpellier ernannt, wo sie drei Saisons lang zahlreiche Konzerte dirigierte. Sie assistierte namhaften Dirigenten wie Emmanuel Krivine, Armin Jordan, James Conlon, Lior Shambadal, Friedemann Layer, Lawrence Foster, Alain Altinoglu, Jerzy Semkow, Bernhard Kontarsky. Ihre kurzfristige Vertretung für James Conlon im Mai 2006 bei Schostakowitschs 7. Sinfonie wurde hoch gelobt und markierte den Beginn ihrer internationalen Karriere.
Es folgten Engagements an der Komischen Oper Berlin, an der Königlichen Oper in Stockholm und danach u. a. an den Opern von Amsterdam, Göteborg, Graz, Nizza, Straßburg und Halle. Sie wurde eingeladen, führende Orchester zu dirigieren, darunter das Rundfunkorchester Berlin, das Orchestre de Paris, die Wiener Symphoniker, die Hamburger Philharmoniker, das Schwedische Radiosinfonieorchester, die Dresdner Philharmonie und die Staatskapelle Halle, das WDR Sinfonieorchester Köln und das MDR-Sinfonieorchester Leipzig, das Orchestre National du Capitole de Toulouse und das Orchestre de la Suisse Romande, das Sinfonieorchester Basel und die Straßburger Philharmoniker.
Sie arbeitet mit den Solisten Roberto Alagna (am Théâtre des Champs-Élysées), Gautier Capuçon, Nicholas Angelich, Julian Steckel, Anne Gastinel, Lawrence Power, François-Frédéric Guy, Georges Pludermacher und Olivier Latry. Sie arbeitet auch mit den Schauspielern Sylvie Testud, Emmanuelle Gaume und Andrea Eckert. Sie dirigierte Uraufführungen von Richard Dubugnon und Bechara El-Khoury, arbeitet regelmäßig mit dem Komponisten Éric Tanguy zusammen. Ihr Repertoire reicht von Oper über Sinfonik bis zum Ballett, vom Barock bis zur zeitgenössischen Musik.
2018 wurde Matiakh Professorin am Conservatoire national supérieur de musique et de danse de Paris.
Ab Beginn der Spielzeit 2019/20 war Ariane Matiakh Generalmusikdirektorin der Oper und Staatskapelle Halle. Der laufende Vertrag wurde auf Wunsch von Matiakh mit Wirkung zum 31. Januar 2020 gelöst. Gründe wurden in der Presseerklärung nicht genannt.
Im Jahr 2020 wurde sie an das Royal Opera House in London für eine Produktion von La Bohème eingeladen. Im November 2020 dirigierte sie Pascal Dusapins Penthésilea mit dem Orchestre de Paris.
Im November 2021 wurde bekannt, dass Ariane Matiakh zur Chefdirigentin der Württembergischen Philharmonie Reutlingen ab der Spielzeit 2022/23 gewählt wurde.

## Auszeichnungen und Ehrungen
- 2008: Gewinnerin der ersten Ausgabe von „Les Talents Chefs d‘orchestre de l’Adami“[7]
- 2009: Finalistin beim Donatella-Flick-Dirigierwettbewerb mit dem London Symphony Orchestra[8]
- 2009: Nominierung bei den „Victoires de la musique classique“ in der Kategorie „Discovery of the Year“[1]
- 2014: Chevalier de l’ordre des Arts et des Lettres, ernannt von der französischen Kulturministerin Aurélie Filippetti[9]
- 2022: Officier de l’ordre des Arts et des Lettres, ernannt von der französischen Kulturministerin Rima Abdul Malak

## Diskographie
- Francis Poulenc, Jean Françaix: Konzerte für zwei Klaviere
- Francis Poulenc: Suite Les Animaux modèles. Mona und Rica Bard, Deutsche Staatsphilharmonie Rheinland-Pfalz (Capriccio, 2015)
- Johanna Doderer: Sinfonie Nr. 2, Violinkonzert. Yuri Revich, Deutsche Staatsphilharmonie Rheinland-Pfalz (Capriccio, 2015)
- Zara Levina: Beide Klavierkonzerte. Maria Lettberg, Rundfunk-Sinfonieorchester Berlin (Capriccio, 2017), Grammy-Nominierung 2018
- Clara-Album: Ludwig van Beethoven: Klavierkonzert Nr.4 / Clara Schumann: Klavierkonzert. Ragna Schirmer, Staatskapelle Halle (Berlin Classics, 2017)
- Harald Genzmer: Concerti. Oliver Triendl, Patrick Demenga, Jörgen van Rijen, Rundfunk-Sinfonieorchester Berlin (Capriccio, 2017)
- Richard Strauss: Aus Italien / Ermanno Wolf-Ferrari: Suite Veneziana. Rundfunk-Sinfonieorchester Berlin (Capriccio, 2018)
- Ernst von Dohnányi: Der Schleier der Pierrette. ORF Radio-Symphonieorchester Wien (Capriccio 2019)
- Ernst von Dohnányi: Klavierkonzerte 1 & 2. Sofja Gülbadamova, Deutsche Staatsphilharmonie Rheinland-Pfalz (Capriccio 2019)
- Max Bruch: Konzert für zwei Klaviere, Suite über russische Themen. Mona und Rica Bard, Staatskapelle Halle (Capriccio 2020)

## Belege
1. 1 2 3 4  Ariane Matiakh. Im Aufwind auf: Wiener Symphoniker, 15. Oktober 2019
2. ↑  Biografie. In: Opéra du Rhin. Mai 2020.
3. ↑  Die Dirigentin Ariane Matiakh. In: Deutschlandfunk. 26. Oktober 2019.
4. ↑  Matiakh verlässt Staatskapelle Halle. In: Deutschlandfunk Kultur. Deutschlandradio, 4. Februar 2020, archiviert vom Original am 18. August 2021; abgerufen am 18. August 2021.
5. ↑  Ariane Matiakh nicht mehr GMD in Halle. In: FonoForum. Reiner H. Nitschke Verlags-GmbH, 4. Februar 2020, abgerufen am 18. August 2021.
6. ↑  Ariane Matiakh wird neue Chefdirigentin der Württembergischen Philharmonie Reutlingen. In: Klassik.com. 15. November 2021.
7. ↑  Les Talents Chefs d‘orchestre de l’Adami 2008 auf: classiquenews.com (französisch)
8. ↑  Donatella Flick Conducting Competition 2008 auf: musicweb-international.com (englisch)
9. ↑  Nomination dans l'ordre des Arts et des Lettres janvier 2014. In: Ministère de la culture et de la communication. (französisch).

| Personendaten    | Personendaten           |
| ---------------- | ----------------------- |
| NAME             | Matiakh, Ariane         |
| KURZBESCHREIBUNG | französische Dirigentin |
| GEBURTSDATUM     | 2. Januar 1980          |
| GEBURTSORT       | Frankreich              |